# Laura Tavares
Laura „Laurie“ Tavares (* 12. Dezember 1965 in Newark) ist eine ehemalige US-amerikanische Biathletin.
Laura Tavares gab in der Saison 1992/93 ihr Debüt im Biathlon-Weltcup und wurde 33. eines Sprints in Östersund. Es dauerte bis kurz vor den Olympischen Winterspielen 1994 in Lillehammer, dass Tavares in Antholz in der Saison 1993/94 als 18. eines Einzels erstmals Weltcuppunkte erlief. Bei den Spielen kam sie in zwei Rennen zum Einsatz. Im Einzel wurde sie 32., mit Beth Coats, Joan Miller Smith und Joan Guetschow wurde sie Staffel-Achte. Wenig später wurde sie mit Gillian Sharp, Joan Miller Smith und Beth Coats bei den Biathlon-Weltmeisterschaften 1994 in Canmore, wo einzig der nichtolympische Mannschaftswettkampf durchgeführt wurde, Fünfter. Nach dem Ende der Saison beendete sie ihre aktive Biathlon-Karriere. 1997 und 1998 bestritt sie noch mehrere FIS-Rennen in Nordamerika.

## Biathlon-Weltcup-Platzierungen
Die Tabelle zeigt alle Platzierungen (je nach Austragungsjahr einschließlich Olympische Spiele und Weltmeisterschaften).
- 1.–3. Platz: Anzahl der Podiumsplatzierungen
- Top 10: Anzahl der Platzierungen unter den ersten zehn (einschließlich Podium)
- Punkteränge: Anzahl der Platzierungen innerhalb der Punkteränge (einschließlich Podium und Top 10)
- Starts: Anzahl gelaufener Rennen in der jeweiligen Disziplin
- Staffel: inklusive Mixed-Staffel

| Platzierung | Einzel | Sprint | Verfolgung | Massenstart | Team | Staffel | Gesamt |
| --- | ------ | ------ | ---------- | ----------- | ---- | ------- | ------ |
| 1. Platz |        |        |            |             |      |         |        |
| 2. Platz |        |        |            |             |      |         |        |
| 3. Platz |        |        |            |             |      |         |        |
| Top 10 |        |        |            |             | 1    | 1       | 2      |
| Punkteränge | 2      | 1      |            |             | 1    | 1       | 5      |
| Starts | 5      | 6      |            |             | 1    | 1       | 13     |
| Stand: Karriereende, Daten möglicherweise nicht komplett, einschließlich Weltmeisterschaften und Olympischer Spiele |        |        |            |             |      |         |        |